# القدس (جريدة عثمانية)
القدس هي صحيفة يومية علمية وأدبية واجتماعية وسياسية باللغة العربية نُشرت في الفترة العثمانية في القدس بين عامي 1908 و1914. ظهر العدد الأول من الجريدة في 18 سبتمبر 1908. كان مديرها المسؤول جورجي حبيب حنانيا (1864-1920) ومحررها الشيخ علي الريماوي. وبحسب افتتاحية حنانيا في العدد الأول من الصحيفة في 18 سبتمبر 1908، فقد تقدم بالفعل عدة مرات للحصول على تصريح بنشر الصحيفة ابتداء من عام 1899 ولكن دون جدوى. في عام 1908، كانت القدس هي الأولى من بين عديد الصحف الجديدة التي أمكن إنشاؤها بعد ثورة تركيا الفتاة التي أدت إلى تحسين حرية الصحافة. لقد بدأت بعددين في الأسبوع في أربع صفحات وطُبعت في 1500 نسخة. ساءت حرية الصحافة مع حكم جمال باشا وتوقفت الصحيفة في النهاية.
ومن بين مؤلفي المقالات المنشورة خليل السكاكيني والشيخ علي الريماوي.

## الخط
ورد في خطة الجريدة: «لا بد أن تنشأ غدا أحزاب مختلفة ولا بد أن تتنازع البلاد أهواء متضاربة، فمهما اختلفت الأحزاب ومهما تضاربت الأغراض والأهواء فجريدتنا عثمانية محضة لا تنتصر إلا للحق ولا تتوخى الا خدمة البلاد خدمة صادقة».

## الشعار
مساواة، حرية، إخاء.

### الفهرس
1. 1 2 3 4 5  وصلة مرجع: https://projectjaraid.github.io.
2. 1 2 3 4  مذكور في: تاريخ الصحافة العربية. المُؤَلِّف: فيليب دي طرازي. الناشر: المطبعة الأدبية. لغة العمل أو لغة الاسم: العربية. تاريخ النشر: 1913.
3. 1 2 3  Suleiman 2009
4. 1 2 3  Hanania 2007.
5. ↑  خليفة، محمود. "تاريخ الصحافة المقدسية": 141. مؤرشف من الأصل في 2019-01-22. اطلع عليه بتاريخ 2023-05-02. {{استشهاد بدورية محكمة}}: الاستشهاد بدورية محكمة يطلب |دورية محكمة= (مساعدة)
6. 1 2  "⁨⁨القدس⁩⁩ | مجموعة الصحافة |". المكتبة الوطنيّة الإسرائيليّة. مؤرشف من الأصل في 2023-05-03. اطلع عليه بتاريخ 2023-05-02.

### المعلومات الكاملة للمراجع
- Hanania، Mary (2007). "Jurji Habib Hanania: History of the Earliest Press in Palestine, 1908-1914" (PDF). The Jerusalem Quarterly ع. 32: 51–69. ISSN:0334-4800. مؤرشف من الأصل (PDF) في 2021-11-29.
- Suleiman، Mohammed Basil (2009). "Early Printing Presses in Palestine: A Historical Note". The Jerusalem Quarterly. ج. 36: 79. مؤرشف من الأصل في 2022-12-01.

## روابط خارجية
- أرشيف القدس من قبل مركز جامعة كولومبيا للدراسات الفلسطينية
- القدس على جريد - أرشيف الصحف العربية للعثمانيين وفلسطين الانتدابية من قبل مكتبة إسرائيل الوطنية